# Suc gastrique
 (janvier 2022).
Si vous disposez d'ouvrages ou d'articles de référence ou si vous connaissez des sites web de qualité traitant du thème abordé ici, merci de compléter l'article en donnant les références utiles à sa vérifiabilité et en les liant à la section « Notes et références ».
Le suc gastrique  est le liquide biologique produit par les glandes de la paroi de l'estomac (glandes gastriques).

## Fonction
Il participe à la digestion à la sortie de l'estomac, dans le duodénum, en réduisant de grandes portions d'aliments en de plus petites, qui pourront ensuite être brisées et absorbées dans les intestins par les villosités intestinales.
C'est Lazzaro Spallanzani qui, le premier, a établi grâce à deux expériences que le suc gastrique attaquait la viande. Les principales études qui suivirent furent celles d'Ivan Pavlov. 
Le suc gastrique est considéré chimiquement comme un acide. Bien que variable, son pH est en moyenne voisin de 2.

## Composition
Ses principaux constituants varient selon les espèces et l'âge des individus.  
Ce sont principalement : 
- l'eau (99 %) ;
- l'acide gastrique : qui permet de réduire la taille des portions alimentaires, en dénaturant les protéines, et de tuer la plupart des bactéries. Il s'agit d'une solution d'acide chlorhydrique de concentration (et donc de pH) variable selon la distance à un repas. L'acide chlorhydrique détruit les microorganismes et facilite l'attaque des protéines. Il est produit par les cellules pariétales grâce à des pompes H+/K+/ATPase, des canaux à Cl− et des canaux à K+. Il permet aussi de convertir le pepsinogène en pepsine ;
- la pepsine : une enzyme qui divise les chaînes de protéines en chaînes plus petites ou en acides aminés individuels. Cette endopeptidase est produite par les cellules principales ;
- la lipase gastrique : une enzyme qui hydrolyse les liaisons 1' et 3' des triglycérides en milieu acide. Elle est beaucoup moins efficace, dans ce rôle, que la lipase pancréatique ;
- le facteur intrinsèque, permettant l'absorption ultérieure de la vitamine B12 ;
- du mucus et des bicarbonates ayant un rôle de protection physique et chimique de la muqueuse de l'estomac.

L'estomac humain produit environ deux litres de suc gastrique par jour. Cette production dépend des besoins, elle est donc maximale au moment des repas. Le simple fait de sentir l'odeur de la nourriture peut déclencher la production de suc gastrique. Le suc gastrique a pour rôle principal de digérer les matières azotées.

## Régulation
En partie hormonale, les cellules G produisent de la gastrine, une hormone, entraînant une augmentation de la production d'acide chlorhydrique par les cellules pariétales.
En partie nerveuse par le nerf vague qui va entraîner la production d'un suc riche en enzyme.

## Utilisation médicinale
Le suc gastrique de bétail, élevé pour la consommation, est réservé à des utilisations pharmacologiques de précision.